# Hutberg mit Steinbruch

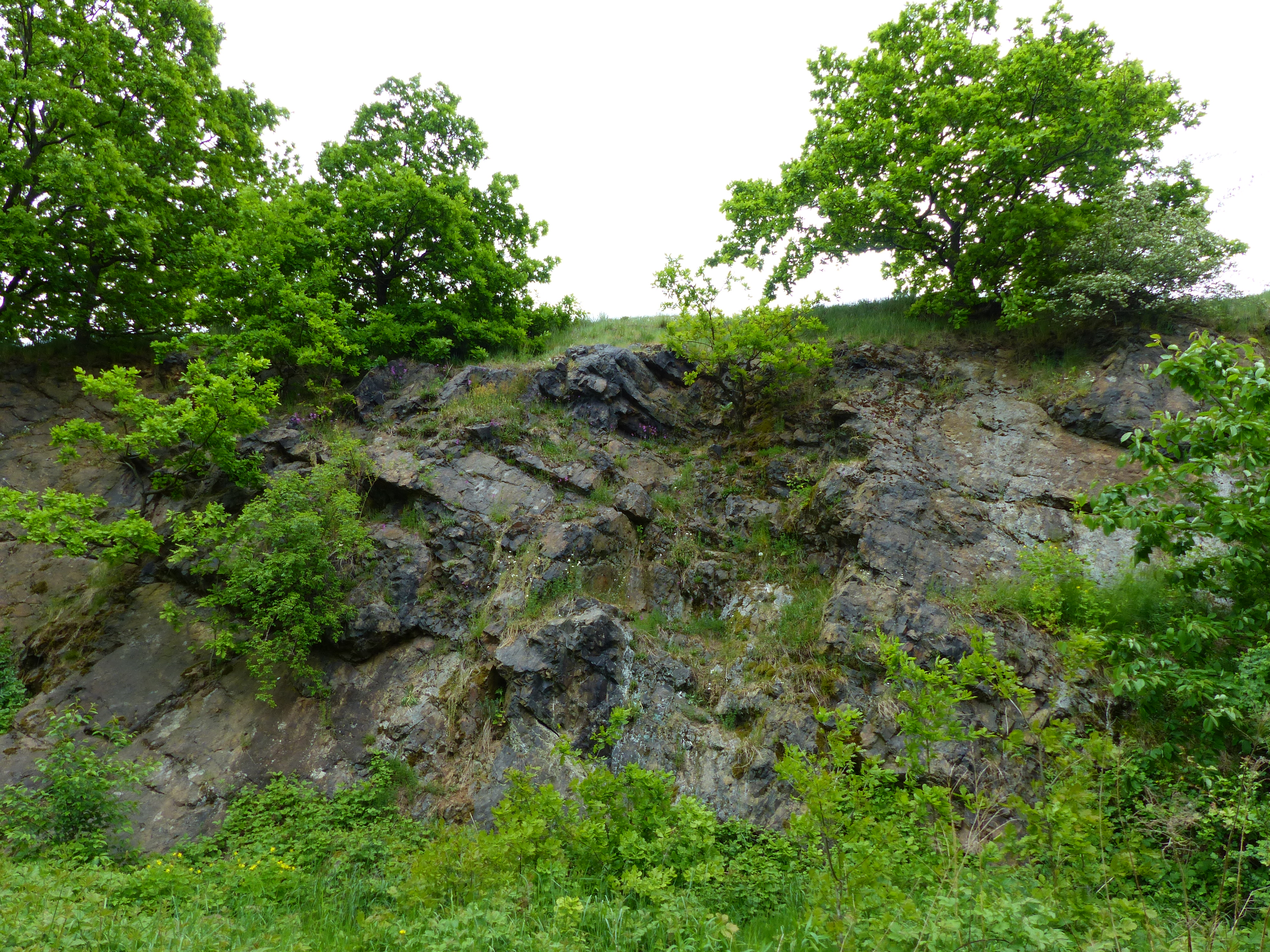
Steinbruchwand des Flächennaturdenkmals Hutberg mit Steinbruch

Der Hutberg mit Steinbruch ist ein Flächennaturdenkmal (ND 75) in der Gemarkung Weißig im Schönfelder Hochland im Osten der sächsischen Landeshauptstadt Dresden.

## Lage

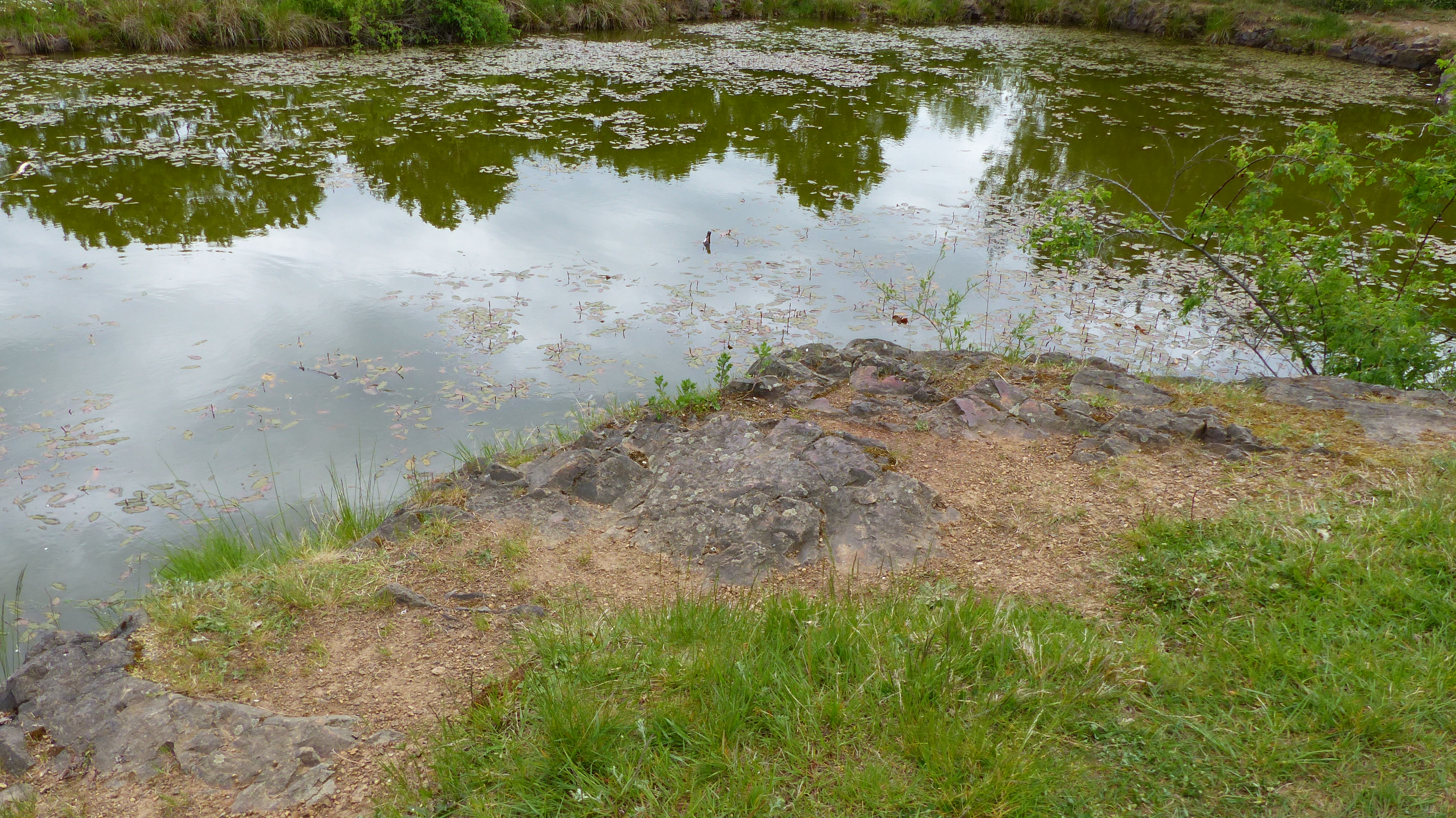
Teich des FND

Das Naturdenkmal erstreckt sich über eine 5 Hektar große Fläche am Hutberg, etwa 500 Meter nordöstlich der Weißiger Kreuzkirche. Zwei Restlöcher des ehemaligen Steinbruchs im westlichen Teil des als Naturdenkmal ausgewiesenen Gebiets sind mit Wasser gefüllt.

## Schutzgegenstand

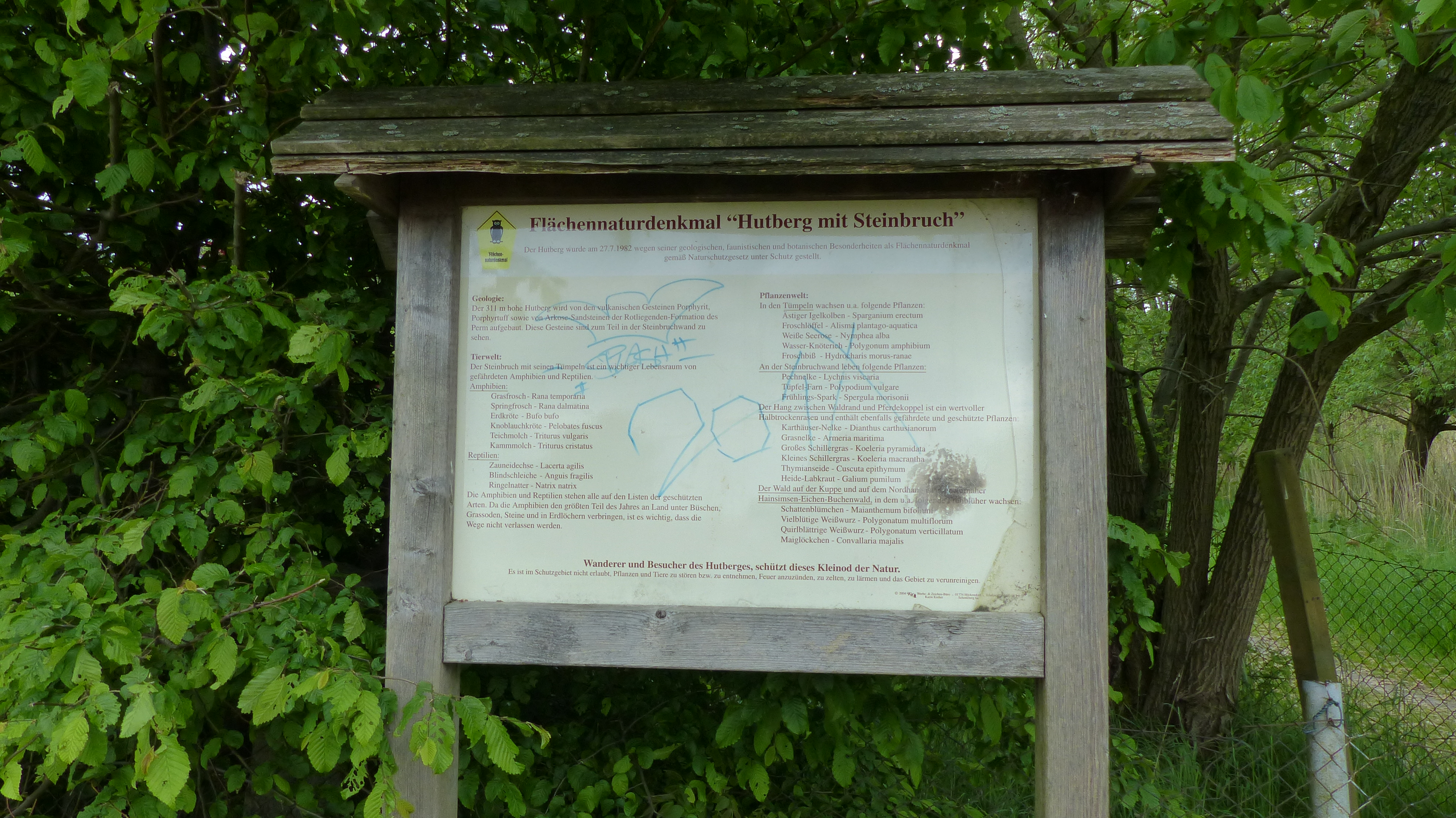
Hinweistafel am Flächennaturdenkmal

Der bewaldete Hutberg mit naturnahem Hainsimsen-Eichen-Buchenwald (unter anderem mit den Frühblühern Schattenblümchen, Vielblütige Weißwurz, Quirlblättrige Weißwurz und Maiglöckchen) weist am Waldrand eine Trockenrasenflora in seltener und schützenswerter Ausprägung auf. Dazu gehören die Kartäusernelke, Grasnelke, Großes und Kleines Schillergras, Thymianseide und Heide-Labkraut. Der Steinbruch mit Pechnelke, Tüpfel-Farn und Frühlings-Spark ist Lebensraum geschützter Lurche (Grasfrosch, Springfrosch, Erdkröte, Knoblauchkröte, Teichmolch, Kammmolch) und Kriechtiere (Zauneidechse, Blindschleiche, Ringelnatter), seine zwei Teiche mit gutem Besatz von Wasserpflanzen (Ästiger Igelkolben, Froschlöffel, Weiße Seerose, Wasser-Knöterich, Froschbiss) bilden Laichgewässer für diese Tiere. Im Zuge eines Beschlusses des Kreistages Dresden vom 26. August 1982, zeitgleich mit dem Nixenteich Schullwitz, wurde der Hutberg und Steinbruch bei Weißig als Flächennaturdenkmal aus diesem Grund unter Schutz gestellt und die Unterschutzstellung der ebenfalls in Weißig gelegenen Kleinteiche am Prießnitz-Oberlauf vorbereitet. Der Steinbruch war zuvor schon in die Liste der Geologischen Denkmale des Bezirks Dresden aufgenommen worden.
Mit seiner Fläche von 6,2 Hektar war dieses zu DDR-Zeiten ausgewiesene Flächennaturdenkmal größer, als dies nach der Wiedervereinigung durch Bundesnaturschutzgesetz und nachrachige Landesgesetzgebung möglich ist. Die gesetzliche Überleitung erfolgte auch hier vorbehaltlich einer Neuregelung, die allerdings erst etwa zwei Jahrzehnte später erfolgte. Noch 2008 – Weißig war zwischenzeitlich zu Schönfeld-Weißig fusioniert und mit diesem nach Dresden eingemeindet worden – wies der Umweltatlas der Stadt Dresden in der 5., überarbeiteten Auflagen der dortigen Schutzgebiete nach Naturschutzschrecht diese Größe auf. In der 6., überarbeiteten Auflage von 2014 ist die Größe mit 5,0 Hektar angegeben, dem Maximum dessen, was nach § 28 des Bundesnaturschutzgesetzes als einzelnes Flächennaturdenkmal ausgewiesen werden kann.